# Киликийско арменско царство
Киликийското арменско царство (на класически арменски: Կիլիկիոյ Հայկական Թագաւորութիւն, което не трябва да се бърка с Арменското царство от античността) е историческа държава, сформирала се през Средновековието от арменски (и не само) преселници, бягащи от селджукската инвазия в Армения. Царството е разположено по брега на Алексендретския залив в днешна южна Турция и остава независимо в периода между 1078 и 1375.
Царството е основано от династията на Рубенидите. Тяхна столица първоначално е град Тарсус, а впоследствие столицата е преместена в Сис. Киликия се превръща в силен съюзник на европейските кръстоносци, и става бастион на християнството в Ориента. Също така се превръща и в център на развитието на арменската култура, тъй като по това време древна Армения е под чужда власт.

## Исторически арменски връзки с Киликия
За кратък период от време през първи век преди Христа, могъщото по това време Арменско царство завладява обширни територии в Леванта и Мала Азия. През 83 г. пр.н.е., след кървава разправа за трона на Сирия, гръцката аристокрация в Сирия предлага на арменския владетел Тигран Велики короната на Сирия. След това Тигран завладява Финикия и Киликия, прогонвайки оттам Селевкидската империя. Така южните граници на царството достигат до днешна Акра. Голяма част от населението на превзетите градове е изпратено в новата арменска столица Тигранакерт.
В своя разцвет империята обединява териториите от Понтийските Алпи до Месопотамия, и от Каспийско море до Средиземно море. Тигран си поставя титлата Цар на царете, която в по това време дори Партският цар не е използвал.
През Средновековието западната част на историческа Армения влиза в състава на Византия, а след арабското завоюване на района се контролира от Арабския халифат до връщането му към Византия. Император Никифор II Фока настъпва срещу арабите, завладява Тарс, Алепо, Антиохия и др. прогонва мюсюлманите, които живеят там, и християни от Сирия и Армения са окуражени да се преселят в Киликия. Император Василий II (976 – 1025) предприема опит да разшири териториите си в Армения на изток и в арабска Сирия на юг. Като резултат от военната кампания много арменци се заселват в Кападокия и източно от Киликия в планините северно от Сирия и Месопотамия. По същото време и много български боляри и аристократи са поселени по тези земи след завладяването на Първата българска държава от византийците.

## Арменски княжества
Първоначално арменци (и българи) служели като офицери и губернатори в източните византийски области. Но след битката при Манцикерт и последвалото отслабване на византийската власт там, много от тези управници виждат възможност да се отделят като независими владетели, докато други остават поне на думи лоялни към Византия. Най-големи успехи от тях има Филарет Варажнуни, бивш генерал на Роман IV Диоген. В периода 1078 – 1085 Филарет създава княжество, простиращо се от Мелитена (Малатия) на север до Антиохия на юг, и от Киликия на запад до Едеса на изток. Той поканва много арменски благородници да се заселят на неговите територии и им подарява земя и замъци. Но държавата, която Филарет създава, започва да се разпада дори преди неговата смърт през 1090 г. След смъртта му остатъците от неговите владения се разпадат на малки отделни владения.
Впоследствие в Киликия властта се централизира с издигането на Рубенидите. През 12 век тези владетели са реално властващата династия в региона и дори започват борба срещу византийците. Един от тези владетели е Рубен I, който е в тесни връзки с последния арменски цар, Гагик II. Рубен решава, че ще е невъзможно да възстанови Арменското царство и заради това започва бунт срещу византийската власт в Киликия. Той простира властта си около крепостите Партцерперт, една от най-непристъпните планински местности северозападно от Сис, в масивите Козан и Гедин Бели и събира около себе си много други арменски земевладелци и благородници. Така през 1080 г. той основава независимото Арменско княжество Киликия. До края на XI век се създават няколко арменски княжества.
- крепостта Ламброн (Немрун) се държи от Барбароните и контролира долината на река Тарс в южния край на Киликийските порти.
- На североизток се намира княжеството на Константин I, син на Рубен I, който превзема и крепостта Вакха в Антитавър на река Гьоксу.
- Далеч на североизток, извън Киликия (около днешен Кахраманмараш) се намират владенията на византиеца Торос.
- Източно от Мараш, Гог Васил държи крепостта Рабан, като селджукски васал.
- На север от Мараш, по горното течение на река Ефрат, териториите на Малатия са под контрола на Габриел, бивш офицер, под покровителството на селджуците.
- Източно от Малатия се намира Едеса под контрола на Торос Едески, още един офицер и съюзник на Габриел от Малатия.[източник? (Поискан днес)]

С изключение на Гог Васил и Костантин Барбарон, тези арменски владетели са отчуждени от арменското население и презирани от сирийските християни, защото са или последователи на гръцкото православие или притежават титли, дадени им от византийския император.

### Първи кръстоносен поход
По време на Първия кръстоносен поход, при който кръстоносците нахлуват в Мала Азия и Леванта, прогонват селджуците и основават кръстоносните държави Антиохийско княжество и графство Едеса, владетел на княжество Арменска Киликия е Константин I. Виждайки в кръстоносците желан съюзник, арменците им помагат с продоволствие и хора. Папа Григорий XIII пише:
| „                 | Измежду добрите дела, които арменският народ е извършил в полза на църквата и християнския свят, трябва специално да се отбележи, че във времена когато християнските владетели и войни предприели походи за възвръщане на Свещените Земи, няма други хора или народ, който с такъв ентусиазъм, желание и вяра да им е помагал както арменците, които осигурявали коне, храна и водачество на кръстоносците. Арменците помогнали на тези воини със своята безусловна смелост и лоялност по време на Свещените воини. | “ |
| Папска Була, 1584 | |   |

Според Ришар арменските барони известно време гравитират около Антиохия. Византийците ги подчиняват по времето на Йоан Комнин, но те се възползват от разногласията между франки (кръстоносци) и византийци, за да се настанят в равнината на Киликия. Приятелските отношения с кръстоносците са закрепени с многобройни бракове. Например графът на Едеса Жослин I и Балдуин, брат на Годфроа, се женят за арменски принцеси. През следващите векове арменци и кръстоносци са ту съюзници, ту съперници. Често те се редуват във владението на важни крепости по границите на кръстоносните държави.
Княз Левон I управлява княжеството от 1129 г. и укрепва арменското влияние, като интегрира много крайбрежни градове към арменските княжества. Продължава враждата между арменци и селджуци, но се наблюдават и отделни сблъсъци с княжество Антиохия относно владението на някои крепости. В тази обстановка през 1137 византийският император Йоан II, който все още смята Киликия за византийска провинция, побеждава Левон I и го пленява заедно със синовете му Рубен и Торос. Левон умира три години по късно и княжеството е наследено от сина му Торос II, който успява да избяга от Византия през 1141 г. С връщането си в Киликия Торос II започва борба срещу византийците. В началото той има няколко успеха, но през 1158 г. полага клетва за вярност към император Мануил I.
В тези години Киликия се превръща в значим и важен център, и през 1151 г. главата на Арменската църква премества своето седалище в Хромгла, на изток от Киликия по поречието на горен Ефрат. Торос е наследен последователно от Рубен II, Млех и Рубен III съответно през 1169, 1170 и 1175 г.

## От княжество в царство
През XII век египетският владетел Саладин отслабва значително кръстоносните държави, принуждавайки европейците да организират Трети кръстоносен поход. Виждайки в това възможност да затвърди властта си, княз Лъв II от Рубенидската династия и внук на княз Левон I, който започва да управлява през 1187 г., подпомага един от водачите на кръстоносния поход – Фридрих Барбароса, император на Свещената римска империя, като през юни 1190 г. му изпраща продоволствие, дарове и войски. Приемайки западноевропейски модел на управление, Лъв II преобразува държавата по франкски образец и налага феодално устройство в земите си. Вследствие на това на служба в двора му се появяват западни рицари, а италианските търговци развиват търговията в Киликия. Взаимното влияние между арменци и кръстоносци се засилва след като той взема за съпруга антиохийска принцеса, а антиохийският наследник Раймон взема за жена племенницата на Лъв II.
Политиката на Лъв II е насочена към укрепване на властта му и утвърждаване на християнството. С тази цел през 1194 – 1195 г. той признава върховенството на Римската църква, като така силно разширява влиянието си на Запад. Папата оценява това и потвърждава кралската титла на арменския княз. Император Хайнрих VI обещава да го короняса и на 6 януари 1198 г. обещанието е изпълнено чрез архиепископ Конрад от Майнц с церемония в Тарс. През 1198 г. Лъв II става първият крал на Армения с името крал Левон I и царува до 1219 г. По време на управлението си се изправя срещу мюсюлманските владетели на Кония, Алепо и Дамаск, като успешно присъединява нови територии към Киликия и дори удвоява крайморските владения на държавата. Също така полага усилия да увеличи военната мощ на държавата.

## Хетумиди
Впоследствие управляващата династия се изменя и на власт се издигат Хетумидите, чрез брака на дъщерята на крал Левон I, Изабела. Но съпругът ѝ е отровен през 1225 от Константин Барбарон, който през 1226 принуждава Изабела да се омъжи за неговия син, който става известен като крал Хетум I.
По времето на Изабела и Хетум, Монголската империя извършва нашествия в Азия и достига до Близкия изток, като превзема Месопотамия, Багдад и Сирия, в посока към Египет. Монголското нашествие е унищожително за територията на старата Велика Армения, но Киликийското царство успява да се предпази, след като Хетум изпраща своя брат Семпад при монголците през 1247, за да преговаря за сформирането на съюз.

### Монголски нашествия
Хетум и неговите войски участват в монголското нашествие в Сирия и превземат Алепо и Дамаск заедно с монголците. Армения започва и икономическа битка с египетските Мамелюци за контрола над търговията с подправки.
През 1266 мамелюкският лидер Байбарс призовава Хетум да разтрогне съюза си с монголците, и вместо това да му признае васална вярност, и да предаде териториите, придобити с помощта на монголците. Разбирайки за тази заплаха, Хетум I отива при монголците и изисква военна помощ. Но по време на неговото отсъствие, мамелюците навлизат в киликийска Армения, водени от Мансур II и неговия командир Калавун, и разбиват арменската войска в битката при Мари, убивайки един от синовете на Хетум – Торус, и залавяйки другия му син – Лъв, заедно с десетки хиляди арменски войни. Хетум успява да откупи сина си на много висока цена, той трябва да плати огромна сума пари и да им предаде значителен брой крепости. Последвалото земетресение през 1268 съсипва допълнително страната, като се предполага че около 60 000 души загиват.
През 1269 Хетум I, абдикира в полза на своя син Лъв II, който бива принуден от мамелюците да плаща голям годишен данък. Но въпреки този данък, мамелюците продължават да атакуват Киликия на всеки няколко години.

### Настъпление на мамелюците (1281 – 1295)
След победата на мамелюците през 1281 във втората битка при Хомс е сключено примирие между Армения и Мамелюкския султанат. През 1285 след мощно настъпление на Калавун, арменците са принудени да подпишат десетгодишно примирие, според което арменците трябва да предадат ключови крепости на мамелюците, да платят един милион драхми и са принудени да търгуват с мамелюците, което противоречи на търговското ембарго поставено от папата. Въпреки това мамелюците продължават да навлизат в териториите на Киликия с цел грабежи. Като през 1292 в киликийска Армения настъпват войските на мамелюкския султан Ал-Ашраф Халил, който една година преди това е превзел остатъците от Йерусалимското кралство. Така Хетум се вижда принуден да изостави Бесни и Мараш (днешен Кахраманмараш) на мамелюците, а през 1293 абдикира в полза на своя брат Торос III и постъпва в манастир.

### Военни кампании срещу монголците (1299 – 1303)
През лятото на 1299 внукът на Хетум I, крал Хетум II, отново е изправен пред опасност от нашествие на мамелюците и изпраща призив за помощ на монголския хан Махмуд Газан в Илханата. Монголският хан Газан преминава Ефрат и заедно със своята армия напредва към Сирия, и праща писма към франките на Кипър (кралят на Кипър, и водачите на Тамплиерите, Хоспиталиерите и Тевтонците), в които ги кани да се присъединят към неговата войска срещу мамелюците в Сирия.
Монголците успешно превземат Халеб, където към тях се присъединява крал Хетум, заедно с отряд тамплиери и хоспиталиери. Така с обща войска около 60 000 души те успяват да разбият мамелюците в битката при Уади ал-Казандар на 23 или 24 декември 1299. Въпреки победата монголската армия е принудена да отсъпи, вероятно поради липса на пасища нужни на конете. В тяхно отсъствие египетските мамелюци си възвръщат териториите през май 1300.
През 1303 монголците отново предприемат нашествие в Сирия, но този път с обща войска от 80 000 души, но те са победени в битката при Мардж ал-Сафар. Това нападение се смята за последното голямо монголско нашествие в Сирия.
Мечтите за светкавично възвръщане на Светите земи умират заедно със смъртта на хан Газан на 10 май 1304.
Хетум II абдикира в полза на своя племенник Левон III и става францискански монах. През 1307 Хетум II, неговият племенник и целият негов антураж са убити от Биларгу, монголски представител в Арменска Киликия, който малко преди това приема исляма.

## Край на кралството
Хетумидите управляват Киликия до убийството на крал Левон IV през 1341, който въпреки съюза си с кралство Кипър, не успява да отблъсне атаките на египетските мамелюци.
През 1341 неговият братовчед е коронован под името Константин II. Той произлиза от френската династия Лузинян, която вече властва над Кипър. Традиционно приятелските отношения между Кипър и Армения помагат за короноването на новия крал, но когато новата про-латинска династия опитва да покатоличи населението и да внесе западния начин на живот, се стига до различни конфликти с консервативното селско население.
В края на 14 век в Киликия отново нахлуват мамелюците, като през 1375, с превземането на Сис се слага и края на Арменското царство, след три века на независмост и разцвет. Последният крал на Армения, Левон V, умира като изгнаник в Париж през 1393 след безуспешни опити да предизвика нов кръстоносен поход. Титлата е приета от неговия братовчед, краля на Кипър, който я обединява с кралските титли на Кипър и Йерусалим. В наши дни титлата е държана от Савойската династия.

## Отношения с римокатолическата църква
През 1198 е обявено обединението на Римската и Арменската църква от арменския католикос от Сис, Григор VI. Но местното население и духовенство силно се възпротивяват на този съюз и той не бива последван от никакви действия.
Безброй римокатолически мисии, под водачеството на францискански монаси, са изпратени в киликийска Армения, за да разпрострат влиянието на католическата църква, но те остават с минимален успех. Самият арменски крал Хетум II става францискански монах след своята абдикация.
През 1441, дълго време след падането на Киликийското арменско царство, арменският католикос Григор IX отново обединява арменската и латинската църква по време на Флорентинския събор, което води до схизма в арменската църква.

## Култура и общество
Контактът с кръстоносците от Западна Европа, предимно Франция, въвежда корено различна култура в арменска Киликия. Киликийската аристокрация бързо възприема много различни аспекти от запдноевропейския живот, включително кавалерството, модата в дрехите и използването на френски християнски имена. Лингвистичното влияние е толкова голямо, че се възприемат две нови букви в арменската азбука (Ֆ ֆ = f и Օ օ = o). Арменците също така възприемат и феодалния строй от Западна Европа. Но влиянието на навлизащо от Евопа не винаги се приветствали, като арменците основно се противопоставяли срещу преминаването им в лоното на Католическата църква или на Гръцката православна църква. Киликийският период също така предоставя някои важни примери на арменското изкуство, като илюстрования ръкопис на Торос Рослин, който творил през 13 век.

## Разселване на арменското население в Киликия
Въпреки че египетските мамелюци завладяват Киликия, за тях се оказва непосилно да я задържат, защото в териториите ѝ се заселват тюркски племена, а малко след няколко години в Киликия нахлува и Тамерлан. В резултат от това 30 000 заможни арменци напускат Киликия и се заселват на Кипър, който продължава да е във властта на династията на Лузинян до 1489. В Киликия остават само бедните арменци, като така запазват арменското влияние до началото на 20 век с Киликийския погром с последвалия го Арменски геноцид през 1915 г.